# فانوس حجري
الفانوس الحجريّ هو نوع من الفوانيس التقليدية في شرق آسيا المصنوعة من الحجر أو الخشب أو المعدن. نشأت الفوانيس الحجرية في الصين، ثم انتشرت إلى اليابان وكوريا وفيتنام، على الرغم من أنها موجودة بشكل شائع في كل من الصين -موجودة في المعابد البوذية والحدائق الصينية التقليدية- واليابان.